# Македонские дни
Македонские дни (греч.  Μακεδονικές Ημέρες) — греческий ежемесячный литературный журнал, издававшийся в столице Македонии, городе Фессалоники, в период 1932—1939, 1952—1953.

## История журнала
Журнал «Македонские дни» начал издаваться в 1932 году.
Учитывая то, что предшествовавший ему литературный журнал Македонская литература приостановил свою деятельность в 1924 году, «Македонские дни» стал одним из самых читаемых литературных журналов в Салониках
Журнал издавался ежемесячно. Македонские дни превзошёл волну литературного модернизма в Греции.
Вокруг журнала сгруппировались молодые писатели, культивировавшие повествовательную технику «внутреннего монолога».
Одним из членов издательской группы журнала в 1930 году стал писатель Георгиос Вафопулос.
В журнале публиковали свои произведения ставшие впоследствии известными писатели и поэты, такие как: Стелиос Ксефлудас, Такис Варвициотис, Никос Гацос и Одиссеас Элитис.
В послевоенные годы журнал издавался непродолжительное время в период 1952—1953.